# Santuario della Madre dei Bambini di Cigoli
Il santuario della Madonna Madre dei Bambini o Madre dei Bimbi, noto anche come antica pieve di San Giovanni Battista a Cigoli, è un santuario mariano che si trova a Cigoli, borgo nelle vicinanze di San Miniato. Appartenente alla diocesi di San Miniato, si hanno sue notizie in antichi manoscritti appartenenti alla diocesi di Lucca antecedenti l'anno mille, allora era denominato "Castrum de Ceulis". Il santuario è inoltre sede del presepe artistico di Cigoli.
Fu fondato nella seconda metà del XIII secolo da una comunità di frati Umiliati che scelse il punto più alto dell'antico castello, in cui già sorgeva una chiesa dedicata a san Michele. L'edificio è stato ampliato nel corso del XVI secolo e dell'originale costruzione gotica rimane parte dell'abside poligonale e il campanile trecentesco, mentre la facciata è del XIX secolo. All'interno sono visibili tracce di affreschi quattrocenteschi di scuola fiorentina e un tabernacolo gotico opera di Neri di Fioravante, del 1381. Entro il tabernacolo si conserva un altorilievo in legno policromo raffigurante una Madonna del Rosario (inizi del XIV secolo), detta La Madre dei bimbi.

## Storia

### Le origini del santuario

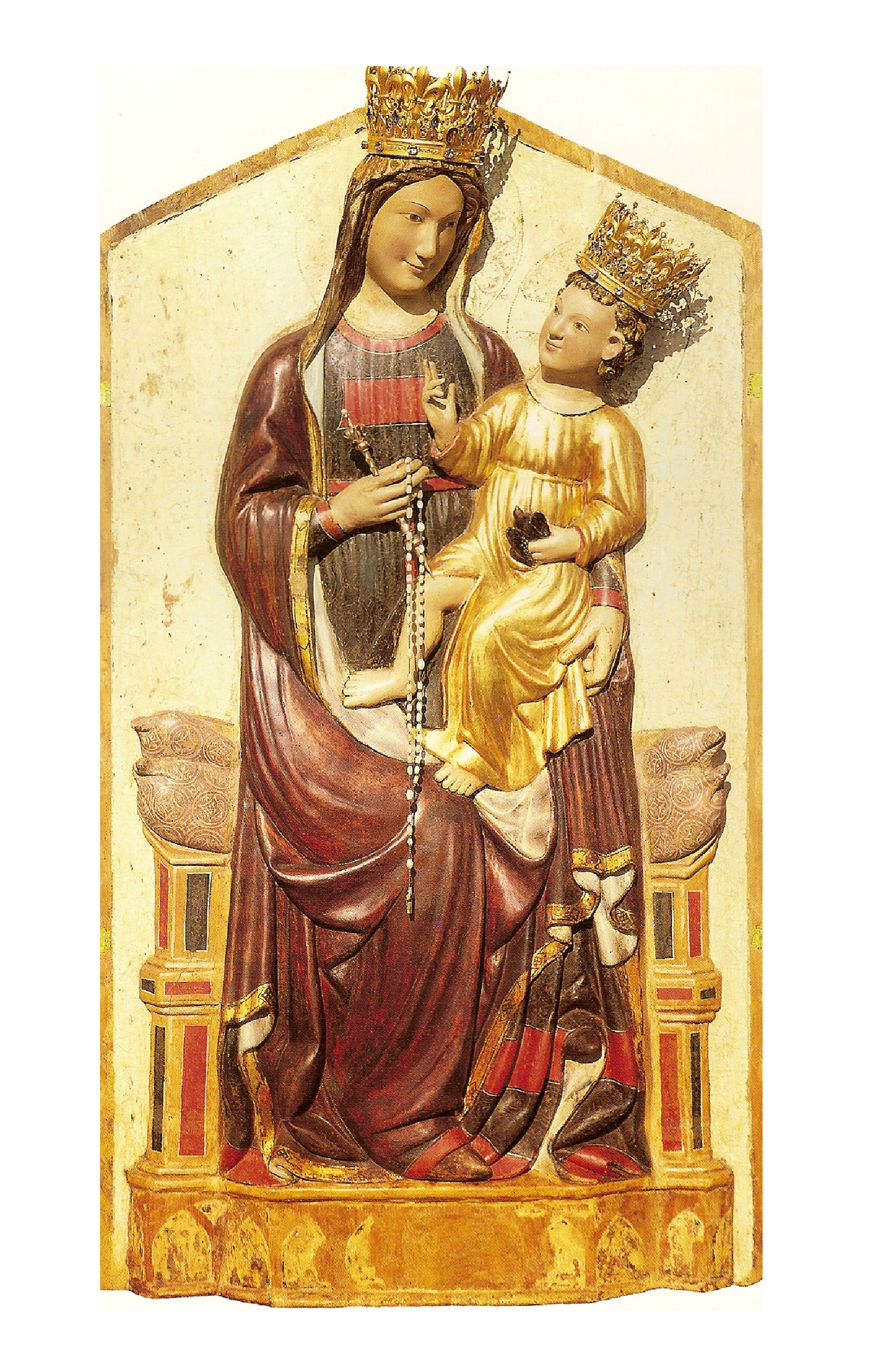
La Madonna Madre dei Bambini

Cigoli, anticamente noto come Castrum de Ceulis, era uno dei castelli facenti parte del distretto della vicina San Miniato al Tedesco, posizionato su una collina che domina la media valle dell'Arno.
Le origini del Santuario sono strettamente legate alla antica pieve romanica dedicata ai SS. Giovanni Battista e Saturnino, ubicata nel villaggio di Fabbrica odierno Molino d'Egola, località posta alle pendici del colle di Cigoli, dove sono tutt'oggi presenti alcuni resti delle murature antiche appartenenti alla torre campanaria della pieve.
Il villaggio di Fabbrica e la sua pieve dei SS. Giovanni Battista e Saturnino, vengono nominati in tre antiche pergamene risalenti rispettivamente al 770 d.C., 859 e 907 d.C., e ancora oggi custodite nell'archivio arcivescovile di Lucca, dalla quale questo territorio è dipeso fino al 1622.
Le prime notizie riguardanti il Castrum de Ceulis appartengono ad alcuni diplomi lucchesi risalenti al 1073, dai quali è possibile ottenere informazioni su due giureconsulti nativi di Cigoli, Fulgardo e Rodulfo da Leporaja, notai e giudici ordinari delle cause che assistevano alla corte della contessa Matilde, marchesa di Toscana.
Ma le notizie più interessanti riguardanti direttamente il castello di Cigoli risalgono al 1191 e sono relative ad un documento stipulato a Lucca sui castelli minori del territorio samminiatese, nel quale appunto vengono citati Stibbio, Leporaja e Ceule, denominazione antica di Cigoli.
Al poleonimo Cigoli si è arrivati attraverso vari passaggi corrispondenti allo sviluppo della lingua secondo le inflessioni locali da “Ceuli” o “de Ceulis” antico, ai toponimi fiorentino-pisani di "Civoli" o "Cevoli" quest'ultimo riferito al borgo "Cevoli di S. Michele della pieve di Fabbrica", in diretto riferimento alla chiesa locale dipendente dalla diocesi di Lucca fino al XVI secolo.
Nel resoconto della visita pastorale da parte dell'arcivescovo di Lucca del 1466, compare per la prima volta il termine "Cigoli".
Sono invece riconducibili alla fine del XII secolo, epoca nella quale Cigoli è un modesto borgo fortificato (le cui mura sono ancora oggi visibili) ma destinato a divenire una fortezza di fondamentale importanza per il controllo su l'intera valle dell'arno, e per tale motivo per decenni contesa tra pisani e fiorentini, le notizie riguardanti l'antica chiesa posizionata all'interno del castello, intitolata secondo una prassi tipica di quegli anni a San Michele Arcangelo. Viene citata per la prima volta in una bolla di papa Celestino III, spedita al preposto del borgo di S. Genesio a Vico Vallari (odierna La Scala), contenente la lista di tutte le chiese regolarmente officiate dipendenti dalla pieve dei SS. Giovanni Battista e Saturnino, a Fabbrica, dalla quale dipendevano molte altre parrocchie della bassa val d'Egola, e che si configurava come una tra le più antiche e importanti chiese della diocesi di Lucca.
Infatti come risulta dall'estimo del 1260, dalla pieve di Fabbrica di Cigoli dipendevano ben diciotto chiese: S. Lucia a Montebicchieri, S. Bartolomeo a Stibbio, S. Michele nel Castello di Cigoli, S. Pietro a Vinozzo, S. Salvatore in Piaggia, S. Michele a Mugnano, S. Donato a Mugnano, S. Pietro a Gozzano o Nozzano, SS. Romano e Matteo a S. Romano, SS. Stefano e Lucia a Scoccolino, S. Jacopo a Villa S. Albino, S. Pietro a Montalto, S. Maria Maddalena a Puticciano, S. Maria a Soffiano, S. Martino a Ventignano, S. Maria della Neve e Fibbiastri, e S. Andrea in Bacoli e anche il monastero di S. Gonda o Badia di Santa Gonda, nella quale risiedeva una comunità di monaci appartenenti alla congregazione di Camaldoli, come attestano documenti ufficiali, tra i quali anche una bolla papale di Alessandro IV, del XIII secolo.
La storia dell'odierno santuario trae le sue origini dall'insediamento dei frati della congregazione degli Umiliati nel 1335, i quali, di regola benedettina e dipendenti dal convento di Ognissanti di Firenze, diedero vita al convento o prepositura di Santa Maria e San Michele dove, nel 1372, il vescovo di Lucca concesse il fonte battesimale, e quindi la Chiesa vide subito accrescere la sua importanza.
Nel 1490, a causa della crisi che affliggeva l´ordine degli Umiliati dovuto alle loro ingenti rendite provenienti dal commercio della lana, la chiesa, venne affidata al cardinale di Parma Giovanni Schiaffinati. Il 20 giugno 1579, con bolla del vescovo di Lucca, Monsignor Alessandro Guidiccioni il Seniore, la chiesa acquista anche il titolo di pieve di San Giovanni Battista dall´antica pieve abbandonata di Fabbrica, in unione con quello d'origine di prepositura di San Michele. Fu così che dalla antica pieve di Fabbrica giungeva il fonte battesimale, ancora oggi conservato sul presbiterio.
Il 7 febbraio 1571 la congregazione degli umiliati fu definitivamente soppressa da parte di San Pio V, e la chiesa venne dotata del primo pievano Pietro degli Usimbardi, il quale pochi anni dopo divenne il primo vescovo di Colle Val d´Elsa.
Dopo Pietro degli Usimbardi si susseguirono altri illustri personaggi nel ricoprire il ruolo di pievano o proposto fino al 1770: il fiorentino Ludovico Martelli, vescovo di Chiusi dal 1585,il cardinale Francesco Maria de' Medici, che ha lasciato a Cigoli un calice e una pianeta e che ottenne la prepositura da papa Innocenzo XI nel 1686 per tenerla fino al 1709; il cardinale Fulvio Astalli, legato pontificio a Urbino e nella Romagna, poi vescovo suburbicario di Ostia e Velletri, proposto di Cigoli - dove si recava ogni anno in villeggiatura - dal 1709 al 1721; il cardinale romano Bernardo Maria Conti, nipote di papa Innocenzo XIII, fino al 1730, il cardinale Alamanno Salviati, fino all'ultimo prosposto, insediatosi a Cigoli nel 1733, il duca Gregorio Anton Maria Salviati, ordinato cardinale da papa Clemente XIV nel 1770. Nel 1789 infatti, il granduca di Toscana, Pietro Leopolodo I riuniva i beni dell´antica prepositura a quelli della Pieve e obbligava il cardinale a lasciare gli edifici annessi alla chiesa agli usi del pievano Carlo Bomberini e ai suoi successori.
La morte del Preposto di Cigoli Salviati, sancì la scomparsa definitiva degli Umiliati, mentre la chiesa di Santa Maria e San Michele iniziò a chiamarsi pieve di San Giovanni Battista.
Il 21 luglio 1978 il vescovo di San Miniato, monsignor Paolo Ghizzoni, elevò a Santuario mariano la chiesa plebana di Cigoli, pieve di San Giovanni Battista.

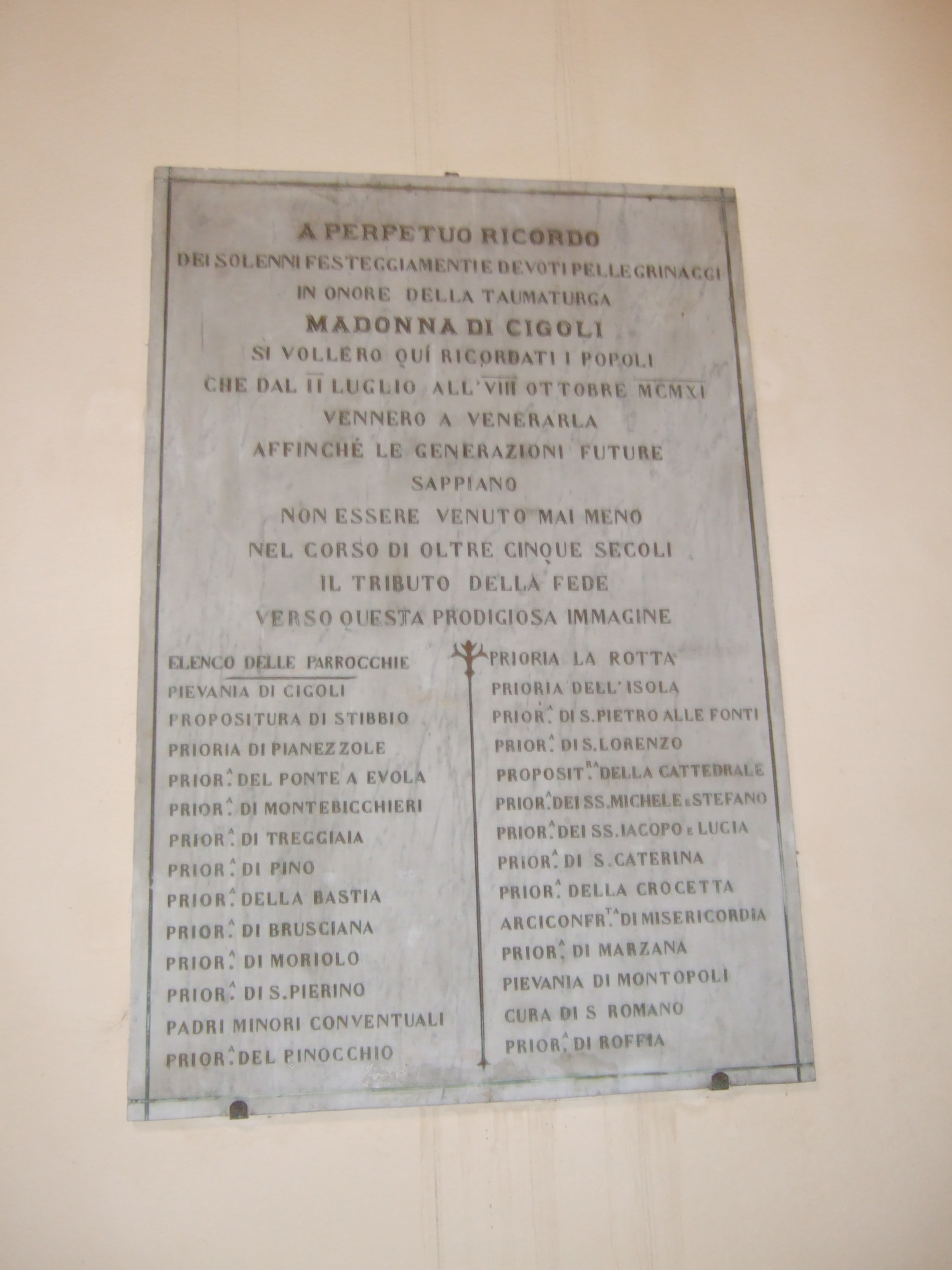
Lapide commemorativa dei pellegrinaggi alla Madre dei Bimbi
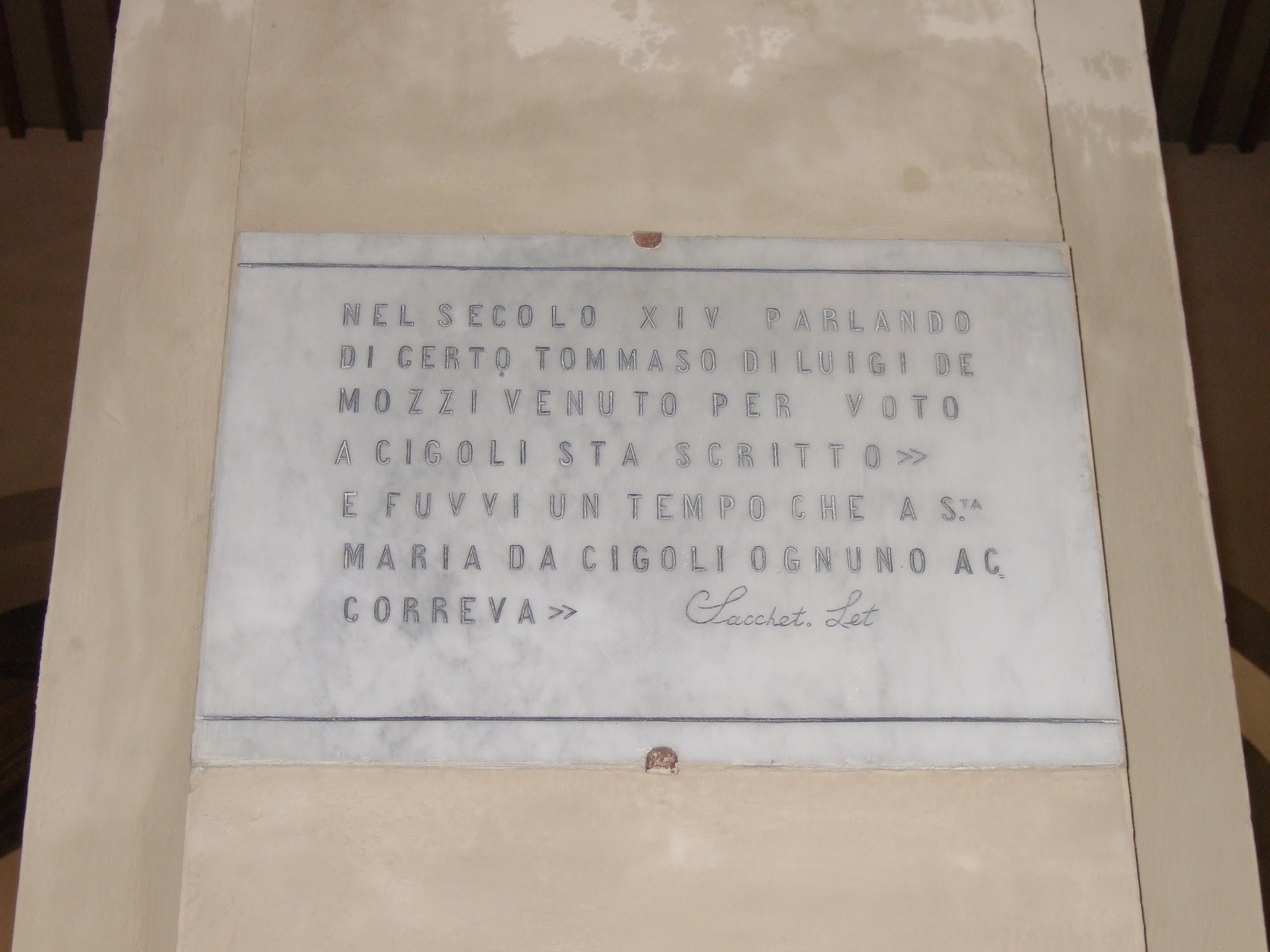
Lapide commemorativa del pellegrinaggio di Franco Sacchetti
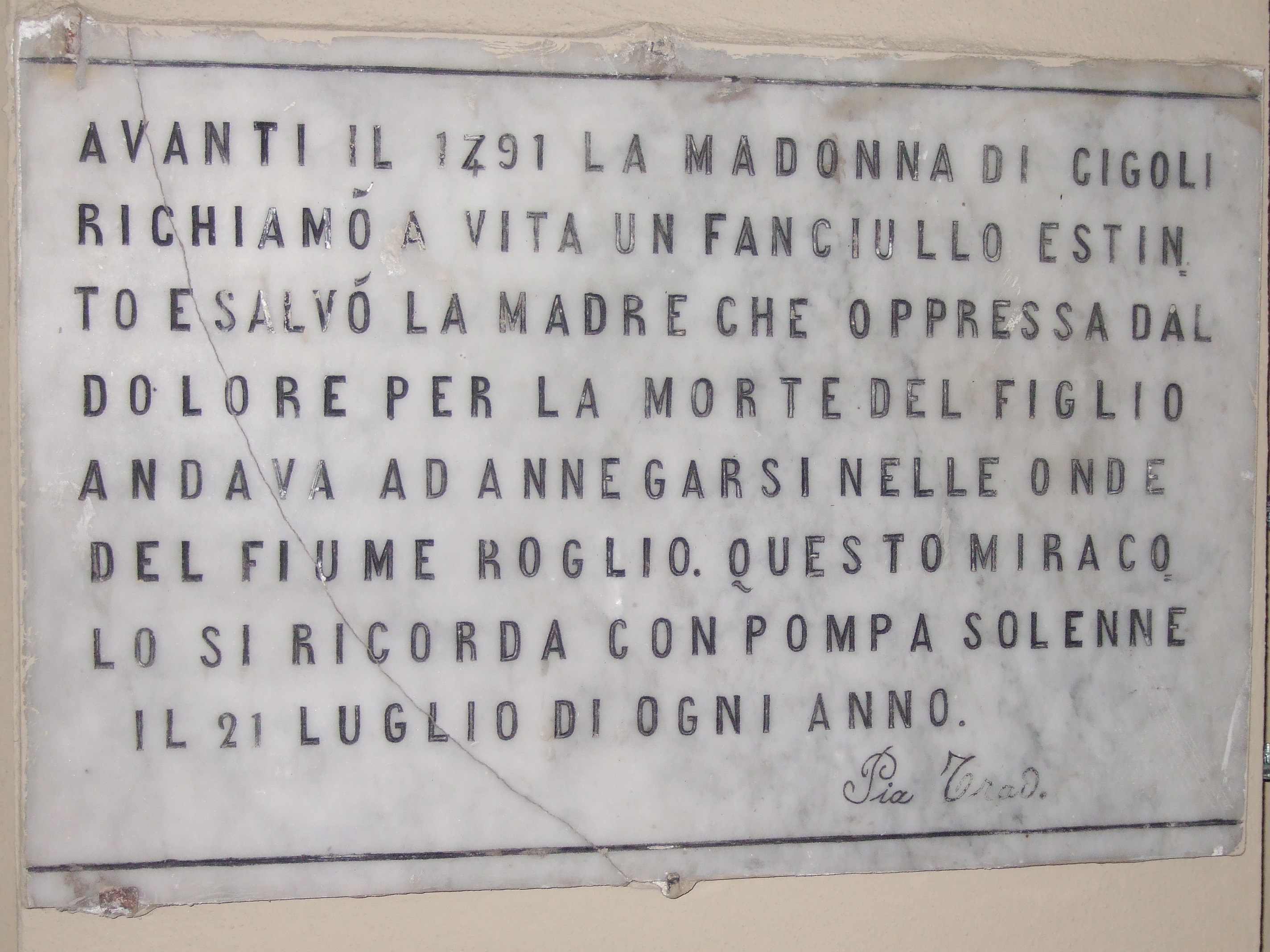
Lapide della storia del Grande Miracolo
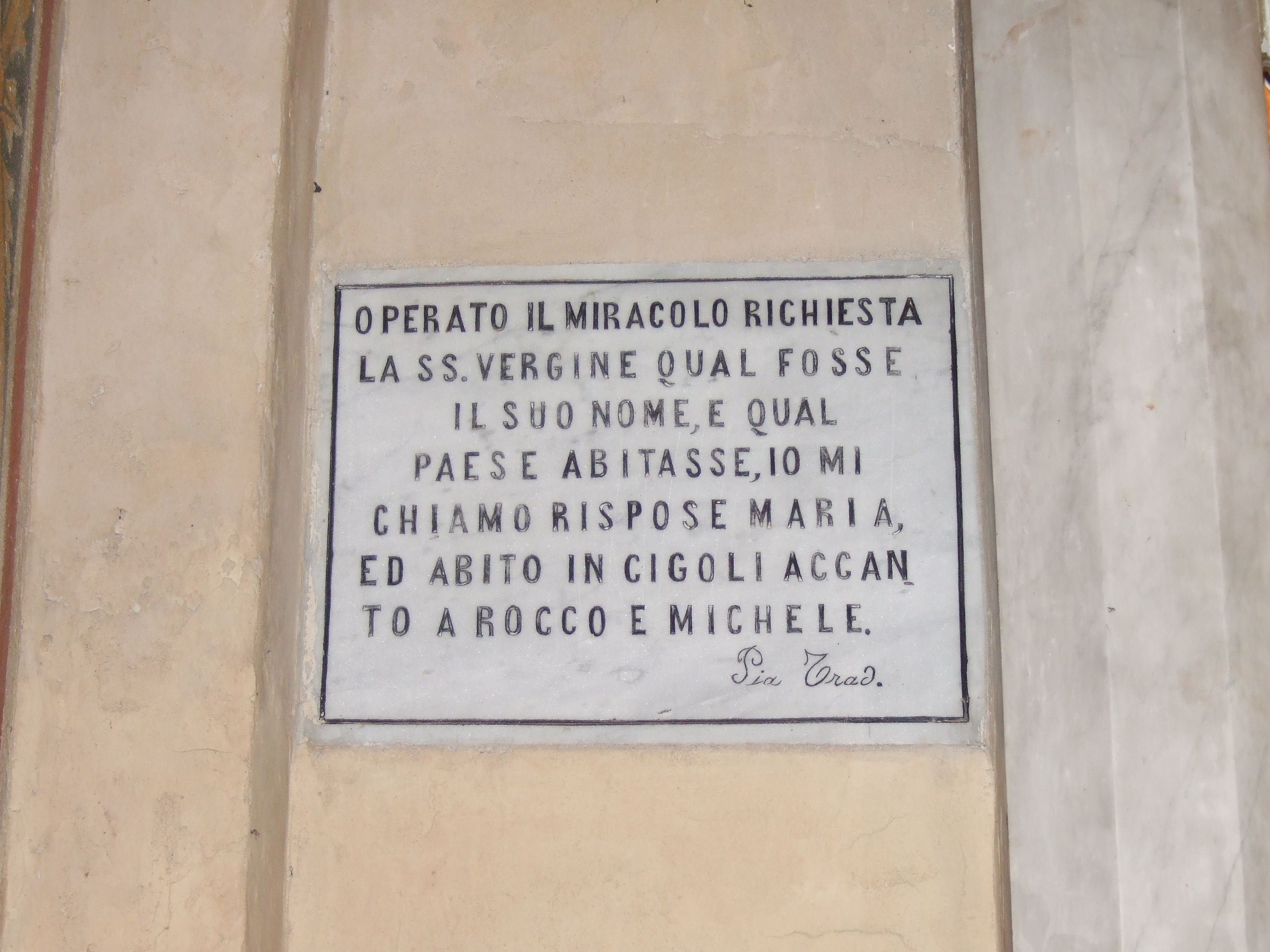
Lapide della storia del Grande Miracolo
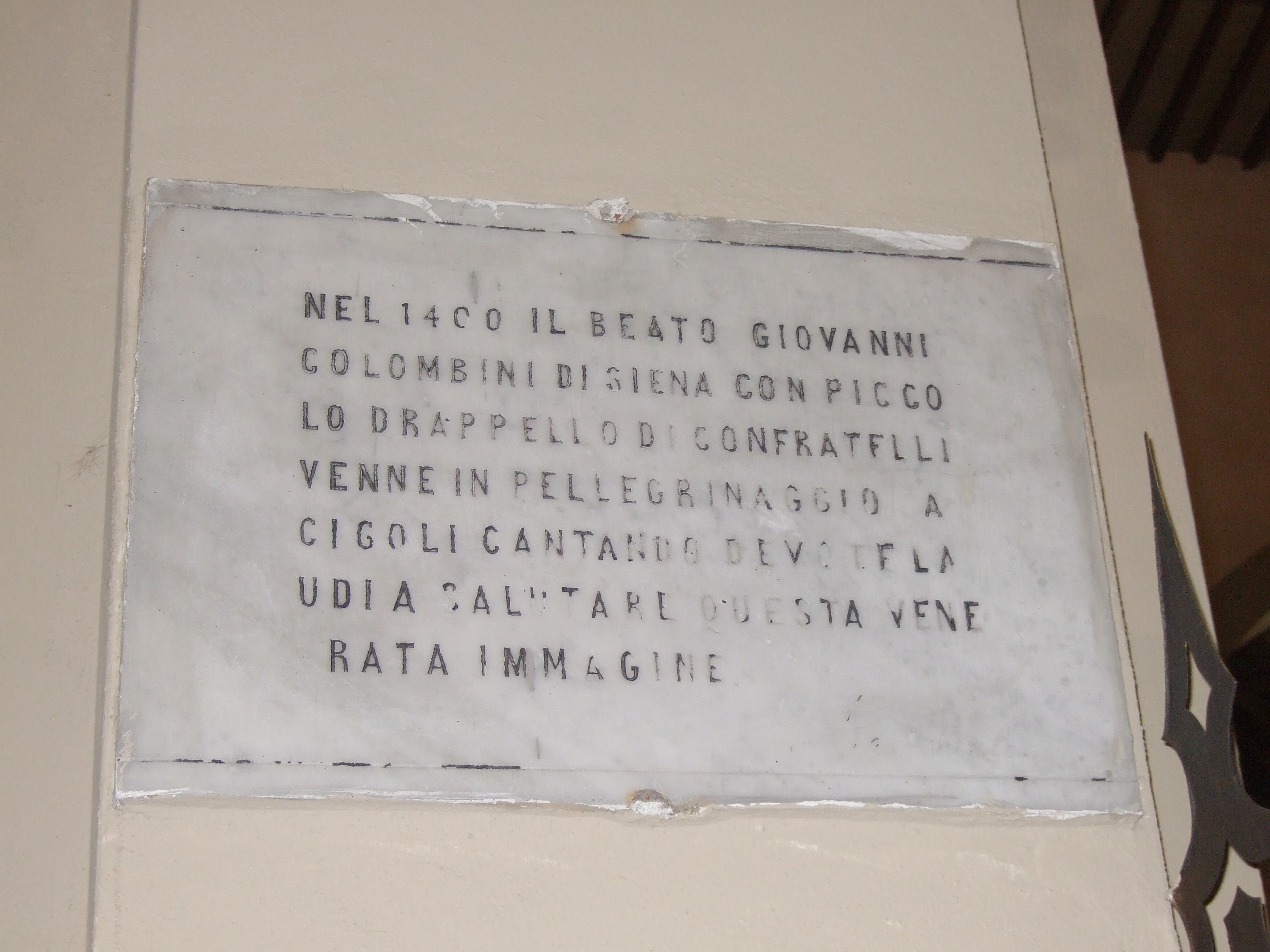
Lapide commemorativa del pellegrinaggio del Beato Giovanni Colombini

## Descrizione

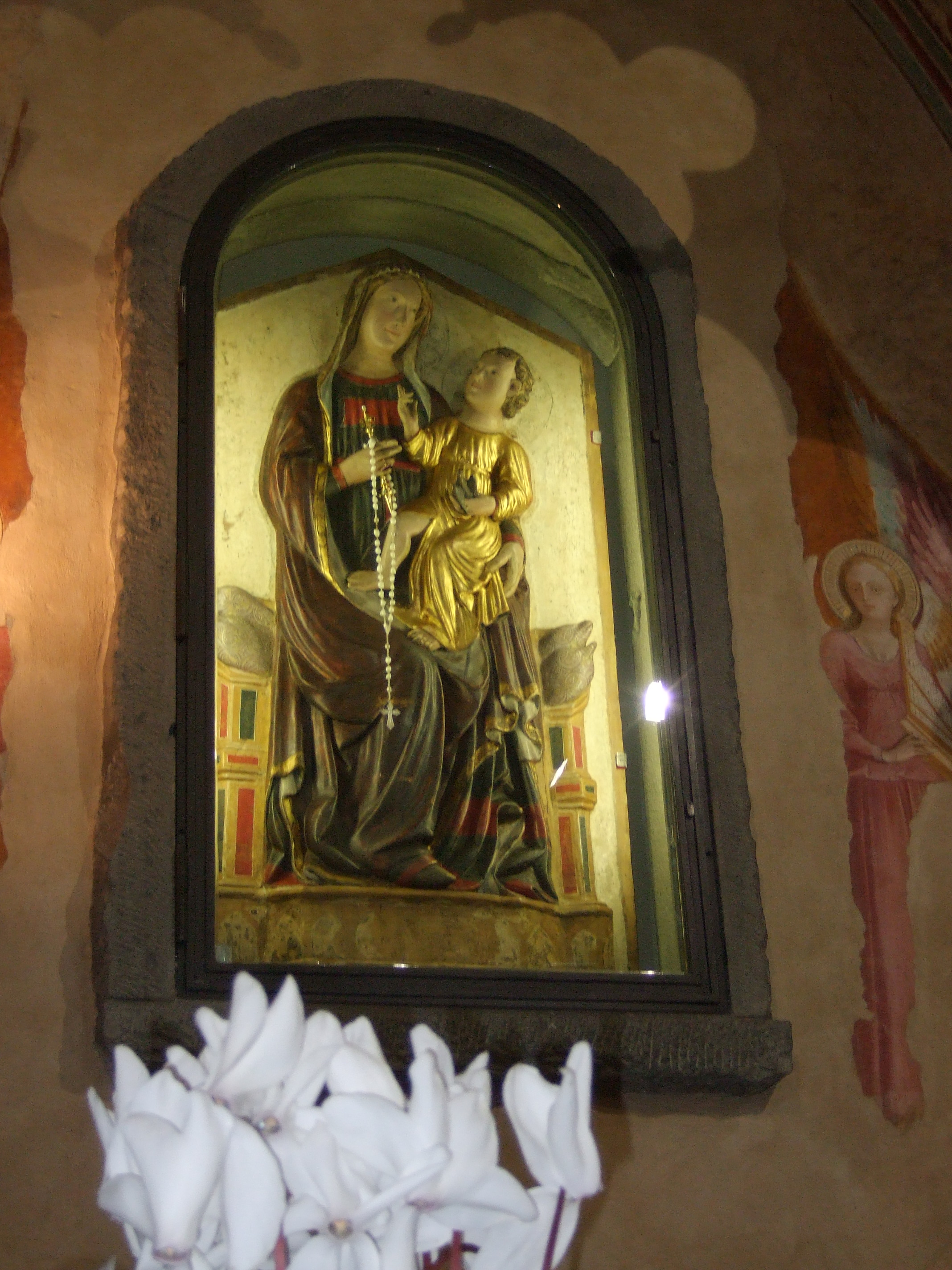
La Madre dei Bambini, particolare interno del Tabernacolo

Alcuni elementi come parte dell'abside poligonale e il campanile trecentesco fanno pensare ad un'origine gotica della chiesa, ma non è semplice delineare l'architettura del santuario a causa dei diversi interventi subiti nel corso dei secoli. Tra tutti l'ampliamento del XIV secolo durante l'insediamento dei frati Umiliati, che fu reso necessario a causa della forte devozione verso la Sacra Immagine della Madonna dei Bimbi. Un altro importante intervento di ampliamento avvenne in occasione del risanamento del terrapieno su cui sorge l'edificio ad opera del pievano Pietro Degli Usimbardi nel XVI secolo.
L'attuale aspetto esterno è caratterizzato da una vasta facciata del XIX secolo, restaurata nel 1990, al cui centro, sopra al portale maggiore, si apre una nicchia in cui è stata collocata una scultura in terracotta della fine dell'Ottocento eseguita da Francesco Collina, il cui posizionamento sancisce la fine della costruzione della facciata stessa risalente al 1873, data riscontrabile su una lastra marmorea posizionata all'ingresso della chiesa.
La ristrutturazione risalente a tale periodo e protrattasi fino agli inizi del Novecento, mutò profondamente anche l'interno dell'edificio, che come ultime testimonianze delle primitive vestigia romaniche restano solo il piccolo bassorilievo con San Michele che schiaccia il diavolo incastonato nel primo pilastro a destra e un capitello poggiato in terra sull'altare maggiore.
Dalla più antica costruzione romanica, la chiesa conserva anche l'impianto a tre navate, delle quali quella centrale è ricoperta da capriate e le due laterali sono oggi affrescate con decorazioni in stile neogotico, ma anticamente con buona probabilità avevano la copertura a volte a crociera che distingue la vasta cappella della Madonna dei bimbi; in tale cappella alla fine del novecento sono venuti alla luce nuovi affreschi quattrocenteschi raffiguranti I Quattro Evangelisti dipinti nelle vele e dei Quattro Dottori della Chiesa di Occidente nel sottarco.
In testa alla navata dedicata alla Vergine Santissima di Cigoli, è presente il grandioso tabernacolo gotico in stucco, commissionato al fiorentino Neri di Fioravante nel 1381, per custodire la venerata immagine della Madonna dagli Umiliati. Sul lato destro del tabernacolo i sette pii frati hanno lasciato scritti i loro nomi, mentre erano raffigurati in preghiera ai piedi della venerata immagine, oggi ne restano solo due. Questa decorazione ad affresco, rappresentante, oltre ai frati, cori angelici musicanti intorno alla Vergine e, nella volta del tabernacolo, Angeli adoranti intorno a Cristo pantocratore, risale al Quattrocento ed è opera del fiorentino Stefano d'Antonio di Vanni (1405-1483), originario di Cigoli e possidente di alcune proprietà immobiliari e terriere, chiamato a Cigoli dagli Umiliati dopo il grande miracolo del 21 luglio 1451, al quale sono stati attribuiti anche gli affreschi sulle volte della cappella della Madonna.
In testa alla navata destra si trova la cappella di San Giovanni Battista. La statua del titolare è incorniciata da una tela raffigurante i Santi Ambrogio da Milano e Francesco d´Assisi, opera di Ferdinando Folchi, che la eseguì dopo aver dipinto la grande figura di san Giovanni, sulla parete absidale, e dell´Assunzione di Maria fra cori angelici, nella falsa cupoletta sopra l´altare maggiore, tutte opere che vennero commissionate al Folchi dal pievano Giovanni Peraimond. Sulla parete è collocata una grande tavola lignea del XVI secolo raffigurante l´Annunciazione fra i santi Sebastiano e Rocco ad opera di fra Paolino. Nella parte terminale della stessa navata, è stato collocato, nella cappella che un tempo fungeva da battistero della pieve, il Crocifisso di Nino Pisano. La scultura è incastonata in un severo tempietto rinascimentale in legno scuro.
Le volte delle navate laterali vennero affrescate negli anni trenta del novecento ad opera del sanminiatese Amerigo Ciampini, mentre sulla parete sinistra della cappella della Madonna, tra il 1935 e il 1937, il sanminiatese Dilvo Lotti dipinse la storia del grande miracolo del 21 luglio 1451.
La prima arcata della stessa navata dal 6 dicembre 2011 ospita la "Pala della restituzione", opera eseguita dal pittore sanminiatese Luca Macchi, allievo del Lotti, tra il 2009 e il 2011, raffigurante la storia del furto e della restituzione della Sacra immagine avvenuta il 6 dicembre 1986.

### La scultura lignea della Madonna in trono col Bambino
La pregevole icona raffigurante la Madonna Madre dei bimbi in trono con il Bambino in braccio, è un basso rilievo ligneo scolpito e dipinto di dimensioni 179 per 97 centimetri riconducibile alla prima metà del XIV secolo, ad opera di un ignoto scultore, con buone probabilità appartenente alla scuola fiorentina di Giotto.
Due sono le diverse tesi sulla origine della sacra immagine, appartenenti a due filoni di pensiero differenti. La prima, proposta da Anna Padoa Rizzo, secondo la quale l'origine del rilievo è riconducibile alla seconda metà del Trecento, come sostituzione della più antica immagine della Madonna donata agli Umiliati nel 1335 dai confratelli della Compagnia della Vergine di Cigoli, dalla quale l'attuale avrebbe ripreso l'impianto generale e la rigida verticalità e riconducibile alla cultura figurativa fiorentina, della seconda metà del XIV secolo, ipotesi avanzata in virtù di dati stilistici riguardanti l'evidente somiglianza tra il trono di specchiature del tabernacolo e il rivestimento marmoreo del campanile del duomo di Firenze, all'epoca in fase di costruzione..
La seconda ipotesi, proposta da Michele Bacci e Marco Collareta, invece considera la Madre dei Bimbi il modello per la realizzazione della Madonna dei Vetturini conservata nel Museo di San Matteo a Pisa, e precedentemente collocata nella Chiesa di Santa Maria della Spina, e della Madonna di San Michele a Matraia custodita a Capannori, e attribuiva l'immagine della Vergine alla cultura figurativa della prima metà del Trecento, sottolineando coincidenze con opere di maestri appartenenti alla scuola di Giotto, ai quale sembra, da più recenti studi, appartenesse l'ignoto scultore, anche in virtù della declinazione più moderna rispetto alle tradizionali Maestà di Cimabue, seppur presentando una maggior complicazione della rappresentazione in senso gotico..

### L'organo a canne

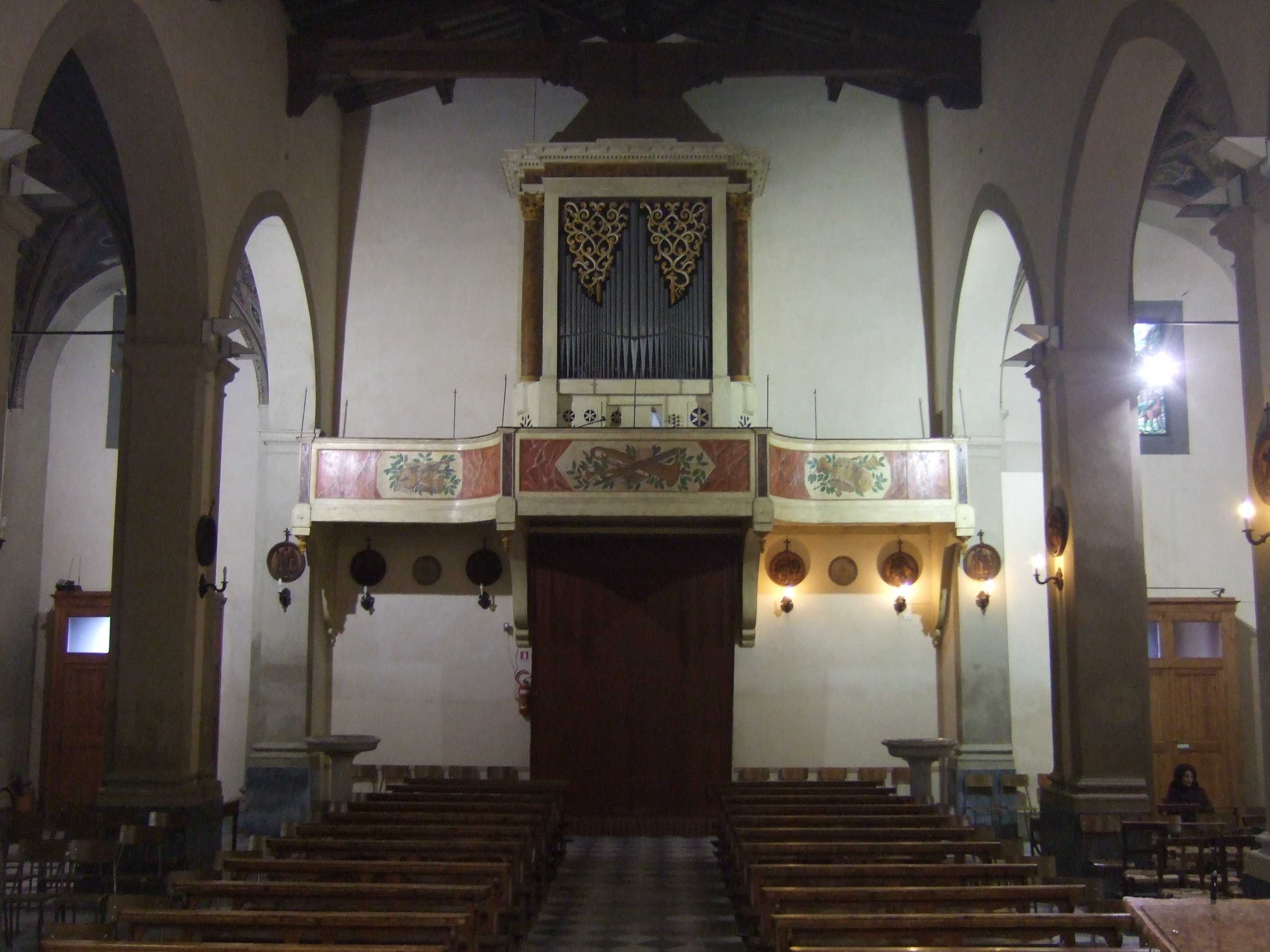
L'organo a canne

Costruito nel 1827 dalla ditta pistoiese "Giosuè Agati e figli", confluita successivamente nella Agati-Tronci, l'organo a canne del Santuario della Madonna dei Bambini rappresenta uno tra gli strumenti musicali sacri più antichi della diocesi di San Miniato. In stile tipicamente italiano, con qualche elemento che rimanda alla tradizione fiamminga, è collocato all'interno della navata centrale in posizione opposta all'altare maggiore (controfacciata) su cantoria in legno decorata con dipinti ottocenteschi raffiguranti strumenti musicali.
La cassa in legno variopinto e decorata con festoni traforati, è delimitata lateralmente da una coppia di paraste adiacenti ad una coppia di colonne, i cui capitelli a base toscana e d'ordine corinzio, sorreggono la cimasa a trabeazione.
La facciata si presenta con mostra a unica campata, ed è composta di registri di Principale Basso e Soprano e di 33 canne con labbro superiore a mitria suddivise in tre raggruppamenti di 11 canne ciascuno: quello centrale disposto a cuspide e le due ali laterali ad andamento convergente verso il basso.
L'organo possiede una consolle fissa costituita da un solo manuale, la cui tastiera, con prima ottava in sesta, è formata da 50 tasti, di cui 30 diatonici con copertine di bosso e 20 cromatici di ebano; la pedaliera invece è costituita da una tastiera a leggio con prima ottava in sesta composta da basseria a 10 tasti, e da un registro di 16 ed 8 piedi.
I registri sono inseribili per mezzo di tiranti a bottone disposti in tre file verticali sul lato destro del manuale, e la vera particolarità dell'organo risiede nella successione di questi ultimi:
- Principale Basso 8'
- Principale Soprano 8'
- Clarone [Basso] 4'
- Trombe Soprane 8'
- Ottava
- Flauto in Ottava (prime 8 canne, da Do1 a Si1, in comune con 1'Ottava)
- Decima V
- Decima IX
- XXII-XXVI-XXIX
- Ottavino [Basso] 1'
- Flagioletto Soprano 2'
- Cornetto [quattro file Soprano] 4',,2 2/3', 3', 1 3/5'
- Flauto in Selva Basso 8' (tappato; prime 3 canne, da Do1 a Mil, in comune col Principale Basso)
- Flauto in Selva Soprano 8' (tappato)
- Voce Angelica [Soprana] 8'
- Cornetto Chinese [Soprano] 5 1/3'
- Viola [Bassa] 4' (prime 3 canne, da Do1 a Mil, in comune con l'Ottava)
- Corni Do1ci [Soprani] 16'
- Trombe Basse 8'
- Corno Bassetto [Basso] 8' (tappato con cappellotto forato)
- Corno Inglese [Soprano] 16'
- Violoncello [Basso] 8'
- Oboe [Soprano] 8'

È inoltre munito di molteplici effetti quali:

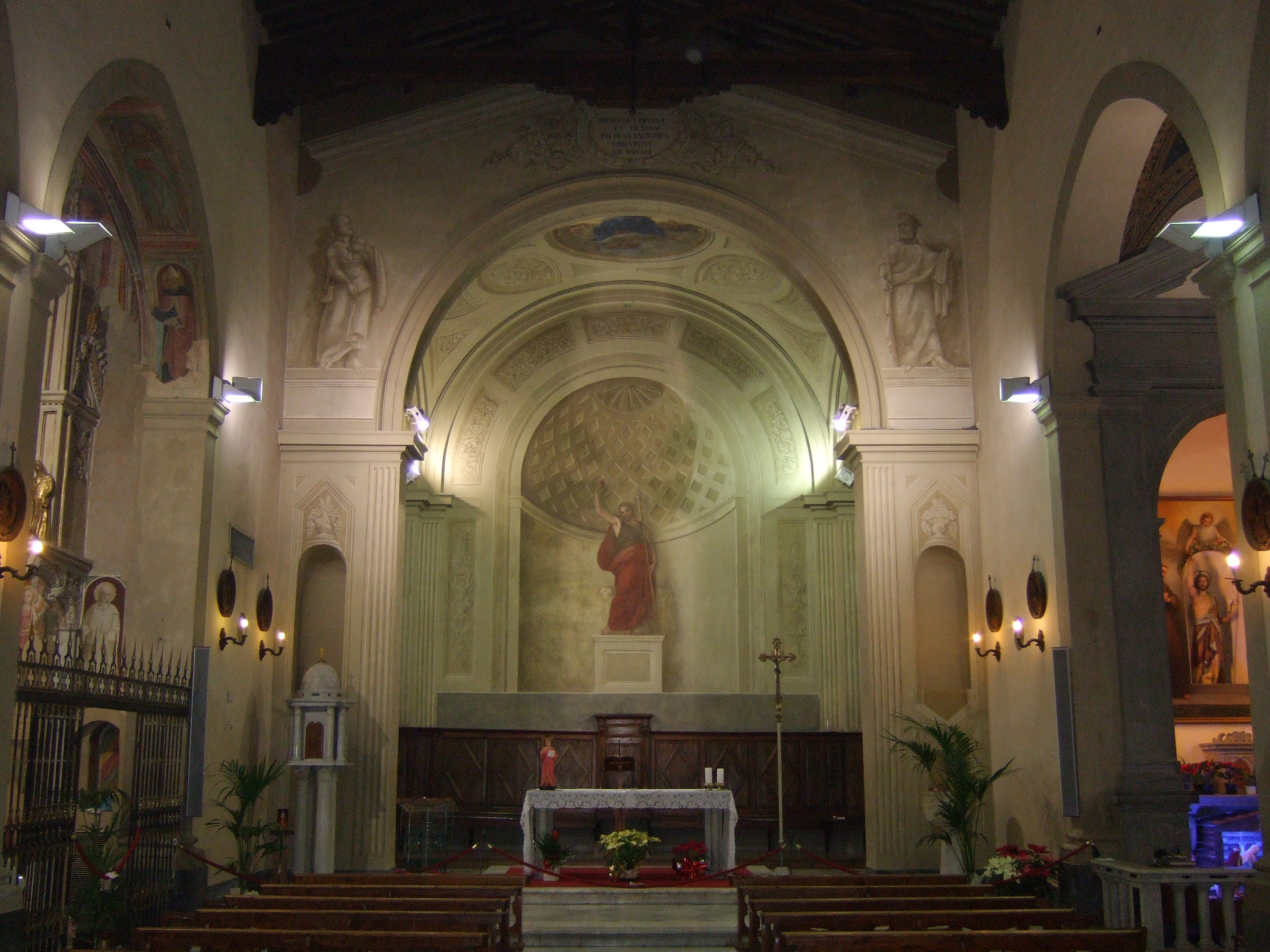
La navata centrale, particolare interno del Santuario

- TIMPANO, costituito da tre canne
- BANDA
- GRAN CASSA
- CAMPANELLI
- USIGNOLI

## Il presepe artistico
Il Presepe artistico di Cigoli è un'opera in miniatura rappresentativa della vita di Gesù ai tempi della sua nascita e di ambientazione tipica palestinese, che viene realizzata al Santuario della Madre dei Bambini di Cigoli. Si classifica come presepe tecnologico-tradizionale.
La rappresentazione si articola su una superficie di 100 m², nei locali adiacenti al Santuario, utilizzando molteplici figure di altezza diversificate da un minimo di 6 cm ad un massimo di 60 cm.
È inoltre conosciuto per l'introduzione di innovative strumentazioni tecnologiche in una rappresentazione tradizionale, finalizzate alla riproduzione del ciclo giornaliero alba-mattino-pomeriggio-tramonto-crepuscolo-notte, delle stelle nel cielo, la luna e la stella cometa, e dei tipici rumori del tempo.

### Le origini
Il Presepe artistico di Cigoli, trae le sue origini dai primi presepi realizzati sotto l'altare maggiore del Santuario della Madre dei Bimbi di Cigoli, ai quali fanno riferimento alcune memorie del canonico Francesco Maria Galli Angelini, riguardanti i presepi realizzati nella Pieve intitolata a San Giovanni Battista, in Cigoli, alla fine del 1800, con grandi statue in gesso provenienti da Bagni di Lucca.
A partire dal 1976, data di costituzione del Gruppo Scout di Cigoli, sono stati realizzati i primi grandi presepi nelle sale adiacenti al Santuario. Nel 2001, durante il viaggio di ritorno da un pellegrinaggio in Terra Santa, su iniziativa di Don Giampiero Taddei è stato fondato il Gruppo Giovani Presepisti. Il giorno del 6 dicembre 2001 è stato dato inizio ufficiale alla prima edizione del Presepe Artistico di Cigoli, una tradizione che prosegue ancora oggi con edizioni di anno in anno sempre diverse.

### Descrizione dell'opera
Il Presepe artistico di Cigoli, è articolato in diverse scene lungo un ipotetico percorso tra le principali cittadine che hanno fatto da contorno alla vita del Signore: Betlemme, Gerusalemme e Nazareth.
Il percorso ha inizio dalla rigogliosa città di Nazareth, costituita dalle anguste costruzioni ricavate nel tufo, dove si articola una vita semplice di poche persone dedite ai mestieri più umili.
Dopo Nazareth il percorso prosegue a metà tra le due più importanti città della vita di Gesù, Gerusalemme e Betlemme.
La prima, rappresentata in tutta la sua opulenza, è avvolta dalle poderose cinta murarie, all'interno delle quali spicca il Tempio eretto sulla grande spianata.
La seconda, cittadina più operosa e semplice,si erge sulle pendici della collina al disotto della quale si scorge la Grotta del Salvatore, avvolto in fasce al cospetto di Maria e di Giuseppe, e rappresentata in un ambiente austero ma che, nello stesso tempo, mostra il calore dell'unione familiare attorno alla figura di Gesù. Fanno da contorno tutti i suoi abitanti, rappresentati con figure in movimento e dediti ad atteggiamenti quotidiani, e ai mestieri tipici della Palestina di allora.
L'elemento di unione delle tre fondamentali tappe è il deserto roccioso tipico palestinese, altra importante tappa della vita del Signore, volutamente statico e arido, ma solcato dal grande fiume Giordano, che scorre silente durante il naturale avvicendarsi delle giorno e della notte.

### Gli autori

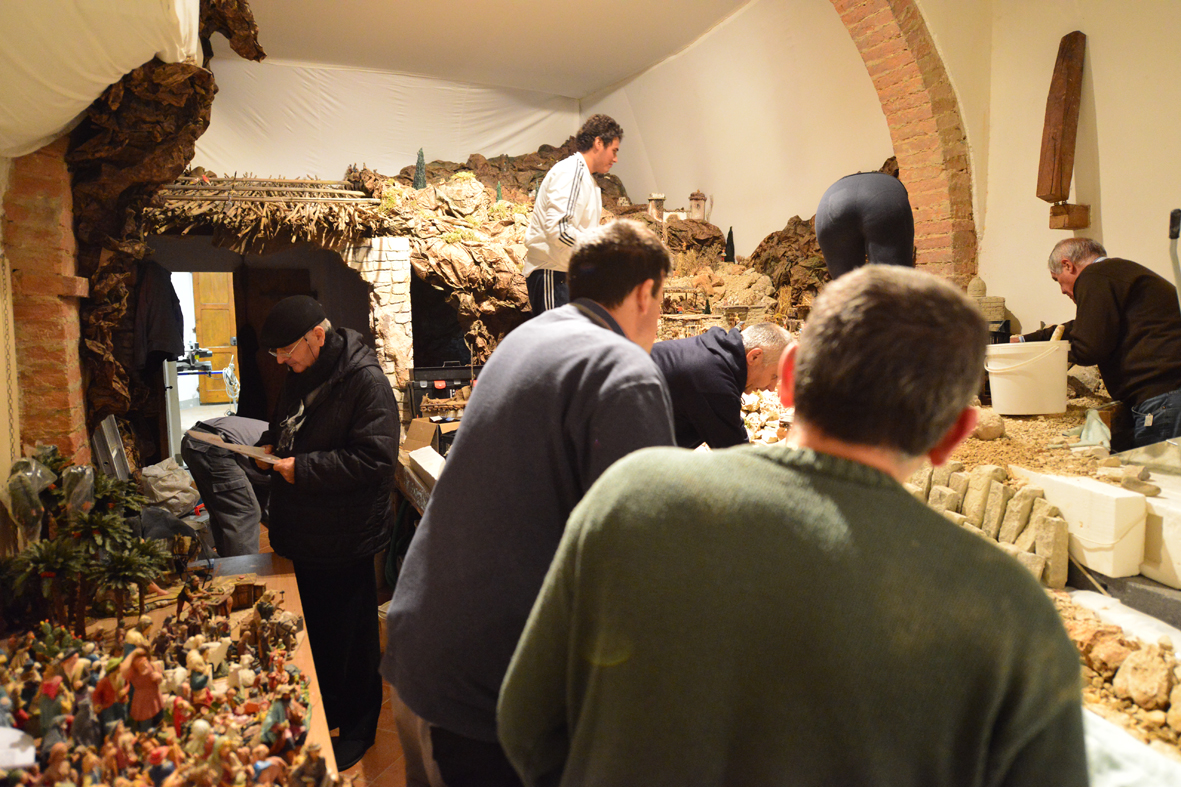
I "Giovani Presepisti" durante le operazioni di costruzione del Presepe Artistico di Cigoli

Il "gruppo dei Giovani Presepisti" è il gruppo parrocchiale con sede al Santuario Madre dei Bambini di Cigoli, che si occupa della costruzione del Presepe Artistico di Cigoli. Fu fondato nel 2001 dal Rettore dello stesso Santuario, Don Giampiero, e al 2012 è costituito da 31 componenti volontari.

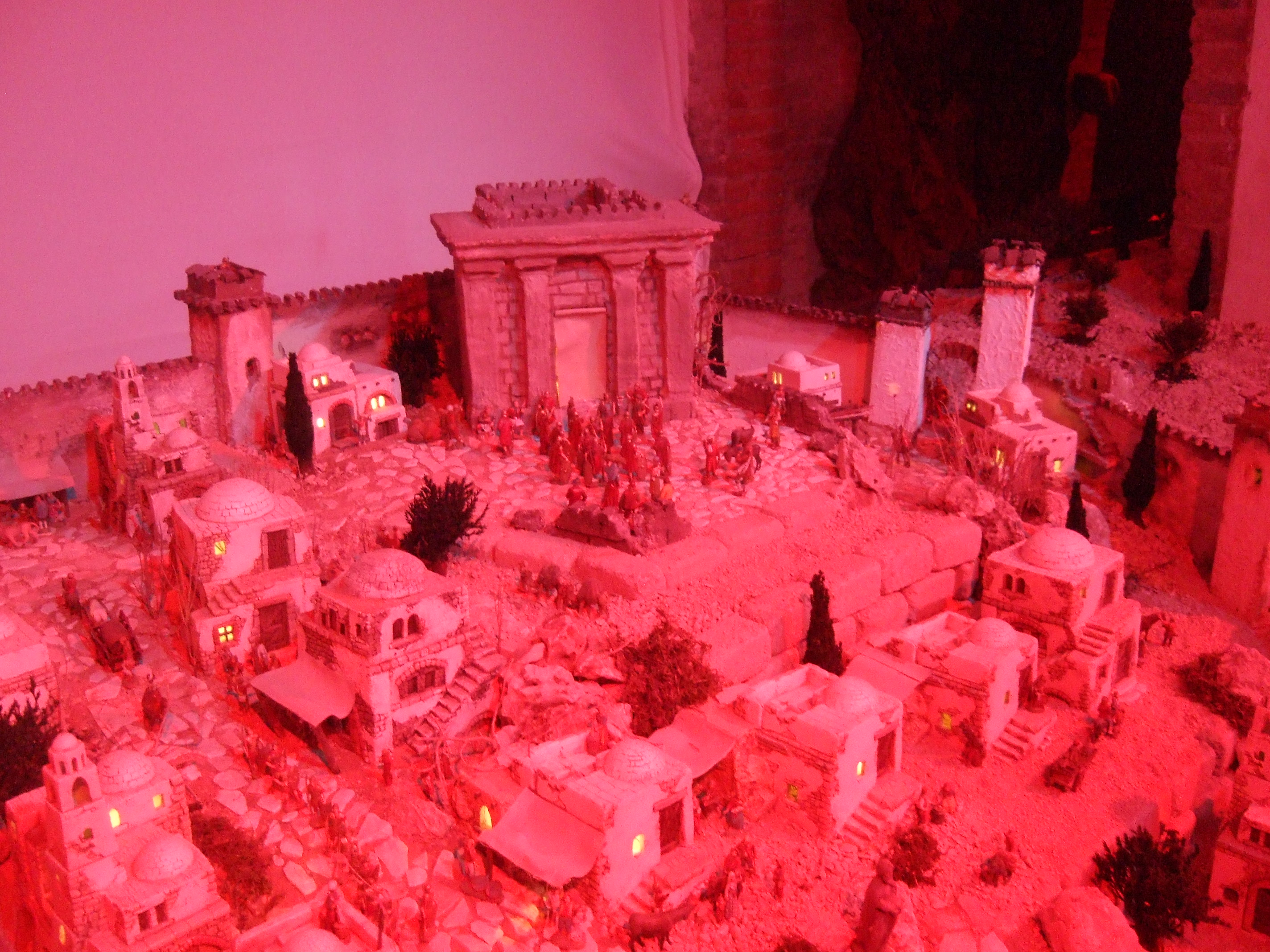
Un particolare del Presepe Artistico di Cigoli
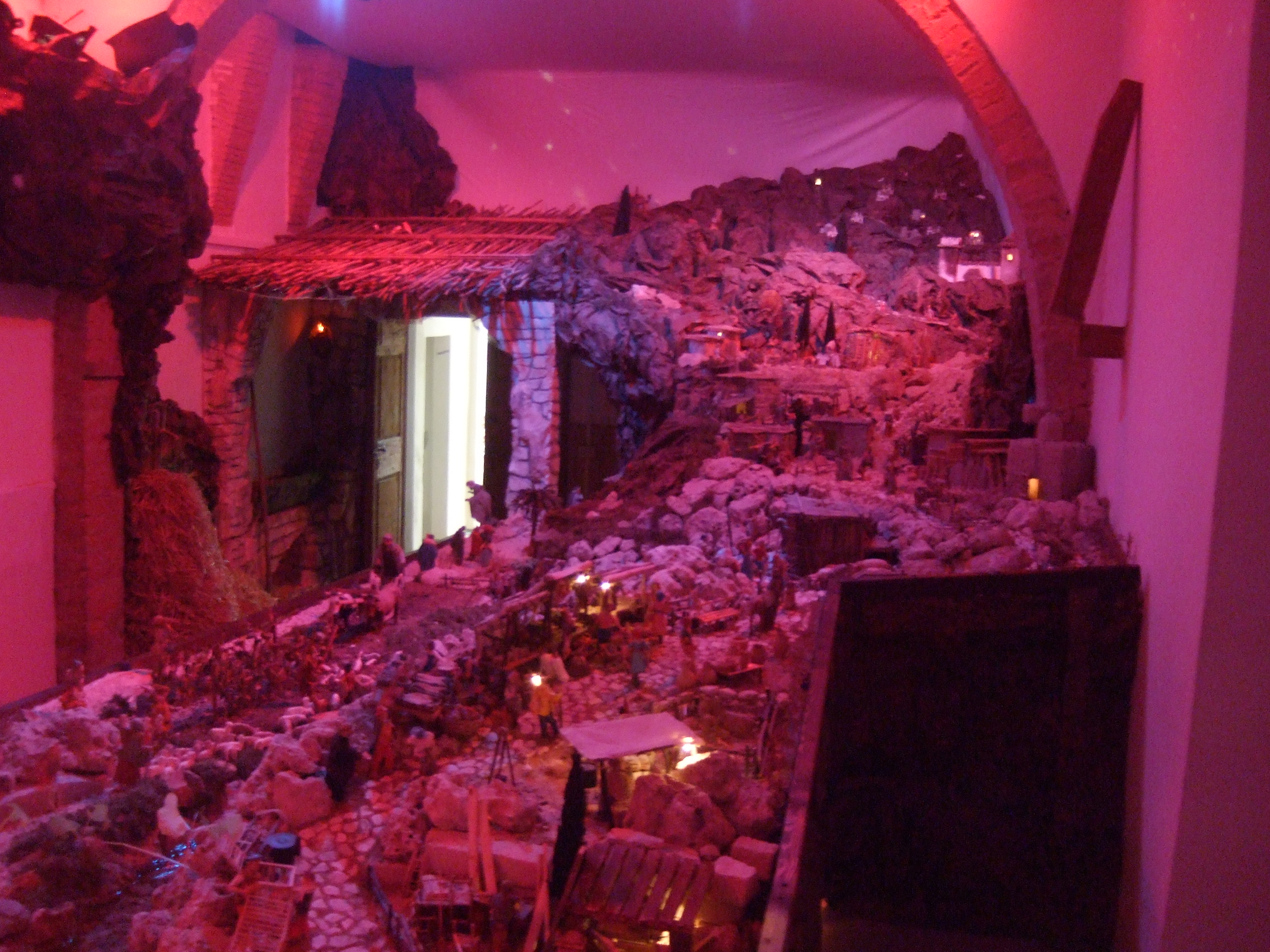
Un particolare del Presepe Artistico di Cigoli
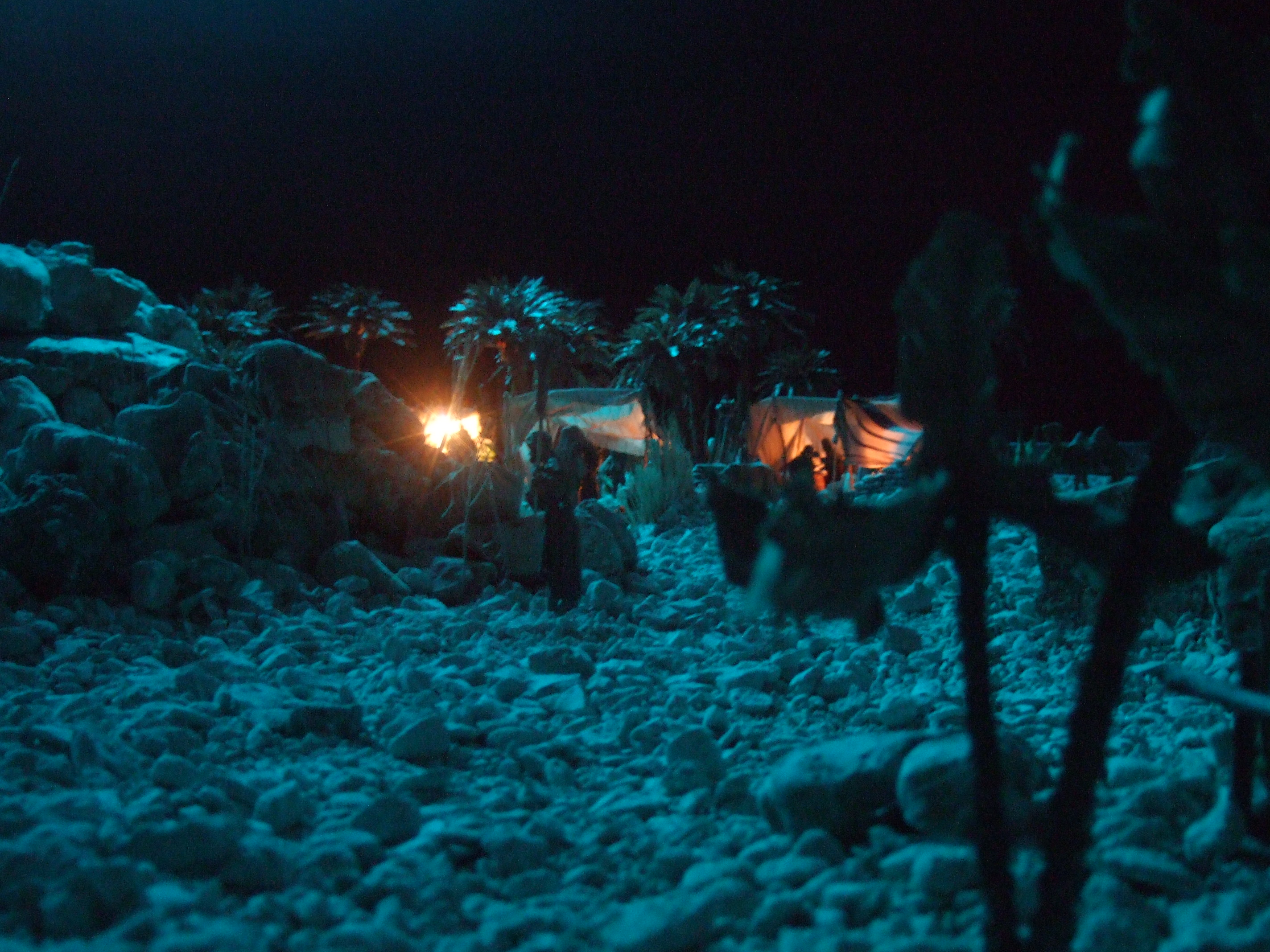
Un particolare del Presepe Artistico di Cigoli
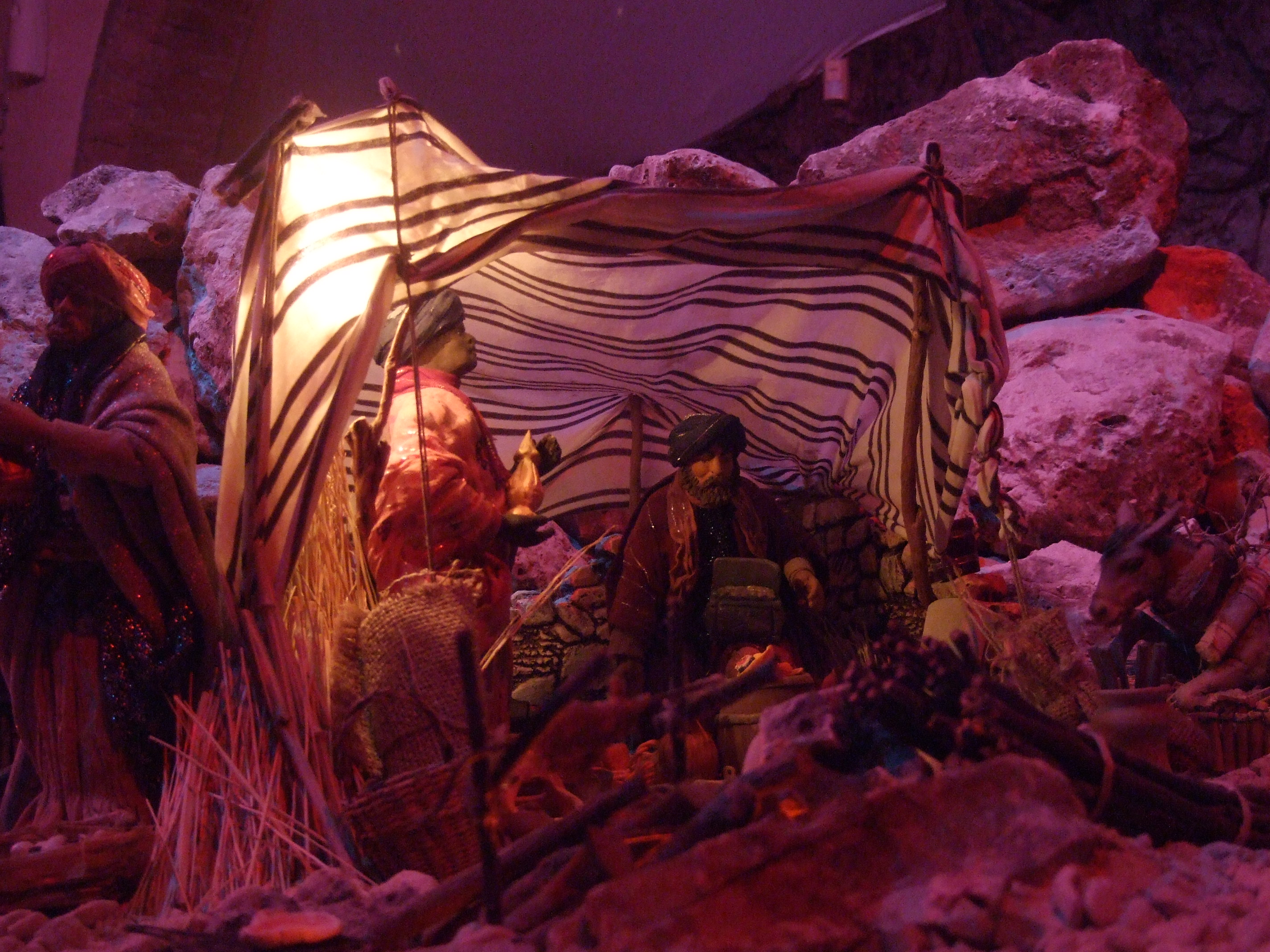
Un particolare del Presepe Artistico di Cigoli
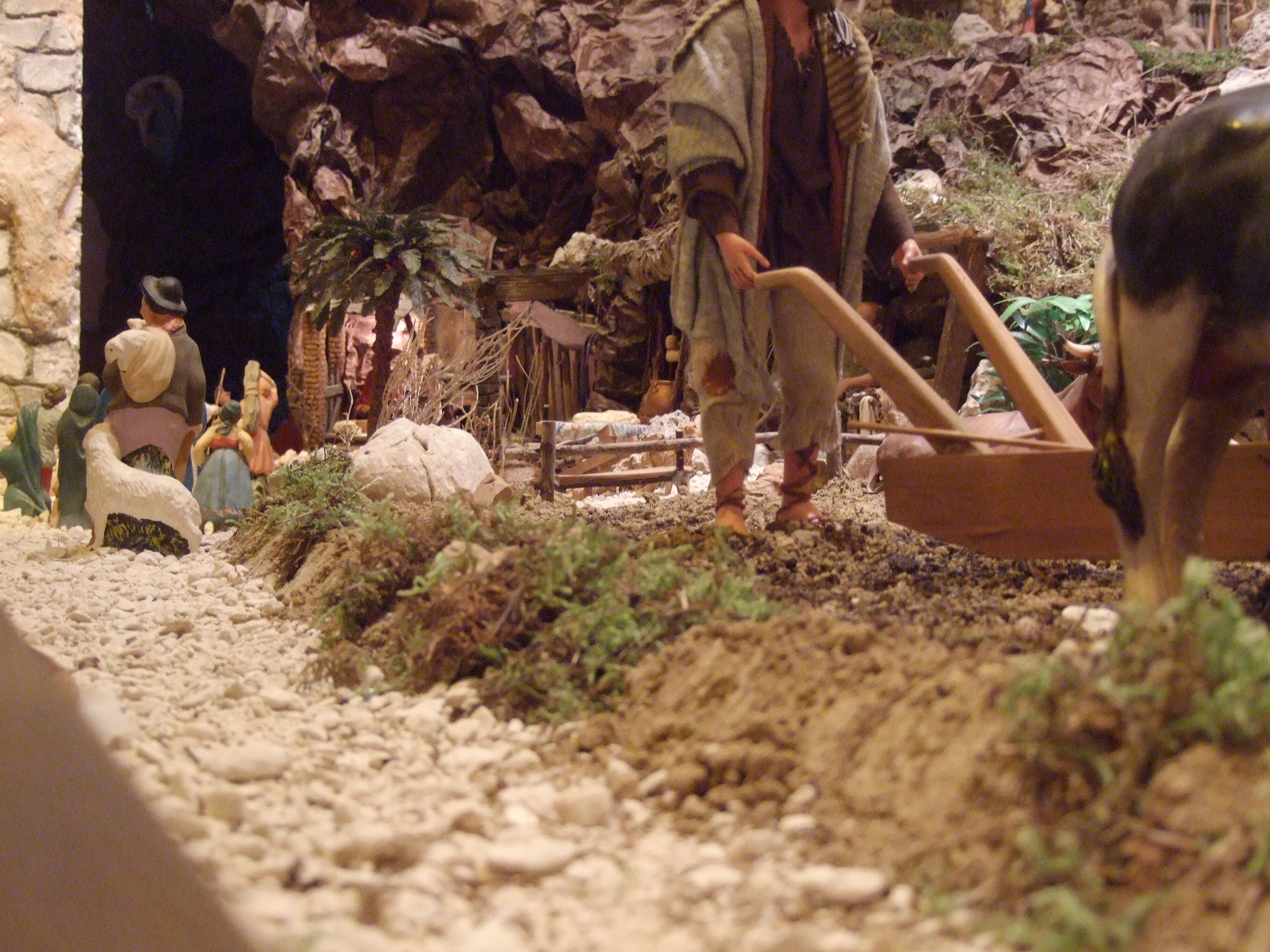
Un particolare del Presepe Artistico di Cigoli